# آدنکس رحم
آدنکس رحم (به انگلیسی: Adnexa of uterus) زائده‌ها و پیوست‌های بافتی درون رحم٬ با ساختار و کاربردی بسیار مشابه به خود رحم هستند. این توده‌ها می‌توانند خوش‌خیم یا بدخیم بوده و تشخیص ابتدایی و زودهنگام با گرفتن شرح حال و معاینه بالینی ممکن است.  نیز بررسی‌های آزمایشگاهی و رادیوگرافی مناسب خواهد بود.

## علائم و نشانه‌ها
مهمترین علائم شامل درد شکم٬ زیر شکم و درد در ناحیه لگن٬ افزایش حجم شکم٬ فوریت نیاز به ادرار، پر ادرار یا بی‌اختیاری ادرار است. سونوگرافی از راه واژن روش استاندارد ارزیابی توده‌های آدنکس است. یافته‌های مطرح‌کننده بدخیمی در یک توده آدنکس شامل وجود قطعه‌ای سفت و توپر، وجود دیواره‌های ضخیم و آسیت است.

## نگارخانه

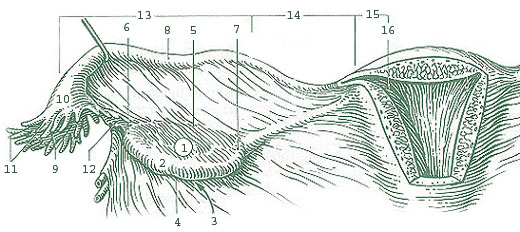